# Populus rasumowskiana
Populus rasumowskiana är en videväxtart som först beskrevs av Eduard August von Regel, och fick sitt nu gällande namn av Schroed. och Leopold Dippel. Populus rasumowskiana ingår i släktet popplar, och familjen videväxter. Inga underarter finns listade i Catalogue of Life.